# Megálo Chorió
Megalo Chorio es un asentamiento costero en Agatonisi en Dodecaneso, Grecia.

## Geografía
Megalo Chorio es el asentamiento más grande y antiguo de Agatonisi, construido en la ladera de una montaña para que sea invisible desde el mar para proteger a sus habitantes de los piratas y sus incursiones. Su peculiaridad arquitectónica es un muro de piedra que rodea las casas con grandes puertas de entrada al asentamiento. El pueblo se extiende hasta incluir el puerto de Agios Georgios, que tiene un embarcadero orientado al sur que protege a las embarcaciones pequeñas y grandes de los vientos del norte. Alrededor de Megalo Chorio hay pequeñas calas y pequeñas playas de arena para nadar.
Algunos lugares de interés del pueblo son su pequeña plaza pavimentada que en una parte tiene un mosaico que representa Agatonisi y las islas rocosas circundantes. También están las pequeñas iglesias de Zoodochos Pigi, Agios Ioannis el Teólogo y la capilla de Agios Raphael, con su tabique común y su techo curvo.

## Administración
Fue reconocida como asentamiento por primera vez en 1961 y como sede de la isla en 1962 con Gaceta Oficial 107A - 21/07/1962. Administrativamente, según el plan Calícrates, es la sede del Municipio de Agatonisi y según el censo de 2011 tiene una población de 168 habitantes.